# 福島県道359号神俣停車場川前線

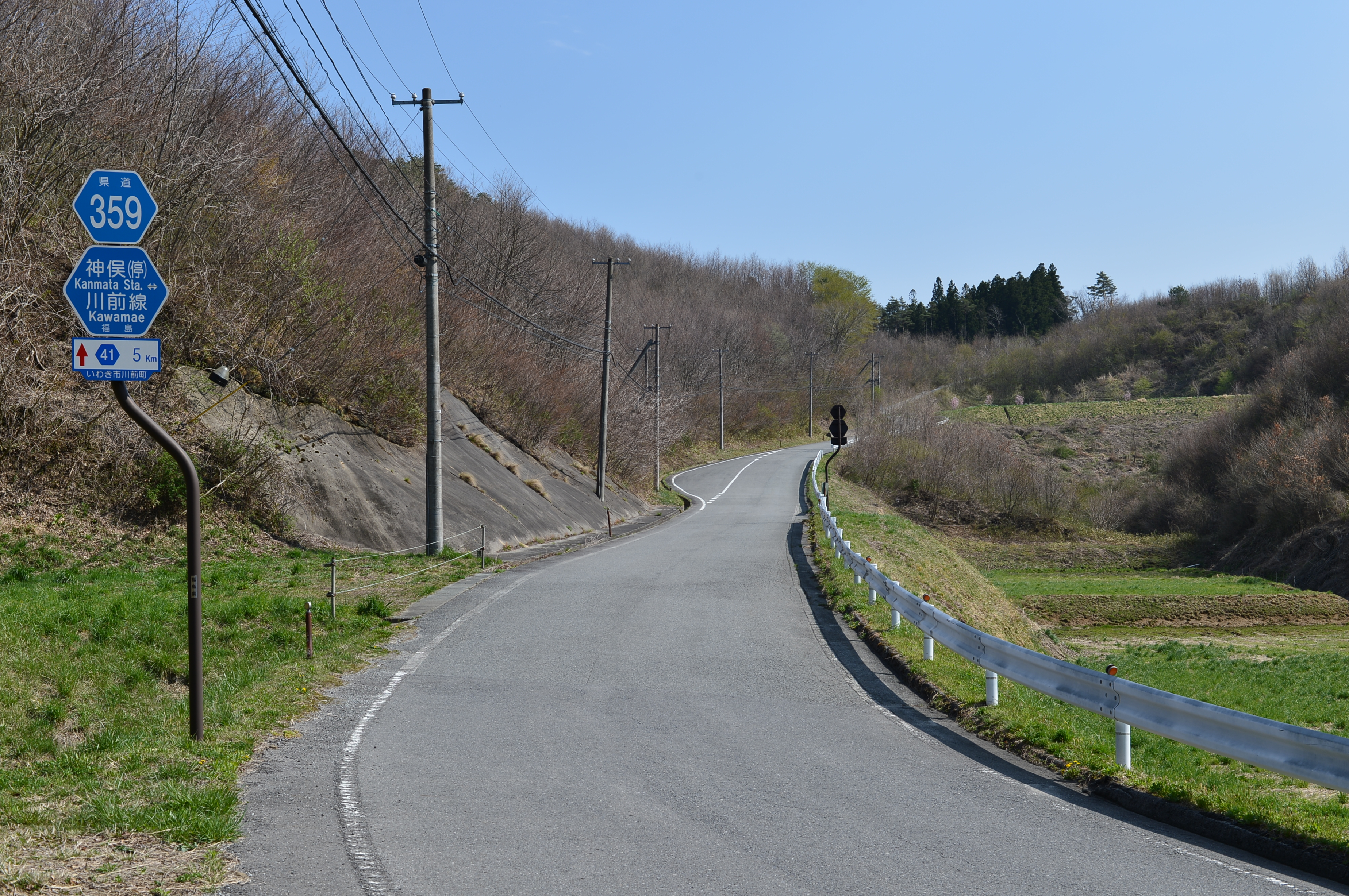
福島県道359号神俣停車場川前線
いわき市川前町（2015年4月）

福島県道359号神俣停車場川前線（ふくしまけんどう359ごう かんまたていしゃじょうかわまえせん）は、福島県田村市からいわき市に至る一般県道である。

## 概要

### 路線データ
- 起点：田村市滝根町神俣字梵天川（ JR磐越東線神俣駅前）
- 終点：いわき市川前町川前字五林
- 総延長：22.784 km[1]
  - 実延長：14.406 km
- 路線認定年月日：1973年（昭和48年）3月23日[2]

## 歴史
- 1973年（昭和48年）3月23日 - 県道路線として認定される。
- 2024年（令和6年）4月13日 - 福島県道145号吉間田滝根線として事業が進められてきた広瀬工区が福島県道36号小野富岡線として開通したことに伴い、起点からいわき市川前町小白井字将監小屋までの福島県道36号小野富岡線に重用していた区間が本路線の単独区間となる[3]。

## 路線状況

### 道路施設
入新田3号橋
- 全長：20.0 m
- 幅員：6.0（8.0） m
- 形式：単純PCプレテン中空床版橋
- 竣工：1997年度

田村市滝根町神俣字入新田にて二級水系夏井川を渡る。1939年に架けられた旧橋の老朽化、幅員狭小、悪線形の解消のため1997年度（平成9年度）県単独橋梁整備事業により当時の福島県道36号小野富岡線の改良のために架け替えられた。

### 異常気象時通行規制区間
- いわき市川前町下桶売 - 同市川前町川前（延長5.7km）：落石崩壊の危険のため連続雨量120mmにて通行止め[5]。

## 地理

### 通過する自治体
- 福島県
  - 田村市 - いわき市

### 交差する道路
- 田村市
  - 福島県道19号船引大越小野線（滝根町神俣字梵天川 起点）
- いわき市
  - 福島県道36号小野富岡線・福島県道145号吉間田滝根線（川前町小白井字将監小屋）
  - 福島県道41号小野四倉線・（福島県道358号川前停車場上三坂線重複）（川前町川前字五林 終点）

## 沿線
- JR磐越東線 神俣駅
- 滝根浄水場
- いわきの里鬼が城